# Annona deminuta
Annona deminuta este o specie de plante angiosperme din genul Annona, familia Annonaceae, descrisă de Robert Elias Fries. A fost clasificată de IUCN ca specie vulnerabilă. Conform Catalogue of Life specia Annona deminuta nu are subspecii cunoscute.